# Каленки (Нижегородская область)
 Каленки  — деревня в Богородском районе Нижегородской области.

## География
Находится на расстоянии приблизительно 10 км на юг от районного центра города Богородск.

## История
До апреля 2020 года входила в состав Шапкинского сельсовета.

## Население
Постоянное население составляло 25 человек (русские 100%) в 2002 году, 6 в 2010.